# San Diego Gulls
I San Diego Gulls sono una squadra di hockey su ghiaccio dell'American Hockey League con sede nella città di San Diego, nello stato della California. Nati nel 2015 sono affiliati agli Anaheim Ducks, squadra della National Hockey League, e disputano i loro match casalinghi presso il Valley View Casino Center.

## Storia
La formazione è la quinta nella storia ad utilizzare il soprannome "Gulls", l'ultima delle quali è stata una formazione giovanile della WSHL che dalla stagione 2015-16 ha scelto di rinominarsi San Diego Gulls. La prima squadra risale invece al 1966 e militava nella Western Hockey League.
Il 29 gennaio 2015 gli Anaheim Ducks annunciarono l'intenzione di trasferire la loro squadra affiliata in AHL dei Norfolk Admirals a San Diego formando una delle cinque formazioni della futura Pacific Division. La squadra giocò presso il Valley View Casino Center, diventando così la sesta formazione di hockey a giocare nel palazzetto dopo i primi Gulls della WHL (1966-74), i San Diego Mariners della WHA (1974-77), i San Diego Hawks/Mariners della PHL (1977-79), i secondi San Diego Gulls della IHL (1990-1995), e i terzi San Diego Gulls della West Coast Hockey League e successivamente della ECHL (1995-2006).
Il nome, il logo e i colori dei Gulls furono presentati il 22 febbraio 2015.

### Affiliazioni
Nel corso della loro storia i San Diego Gulls sono stati affiliati alle seguenti franchigie della National Hockey League:
- Anaheim Ducks: (2015-)

## Record stagione per stagione
| Stagione        | Division | Gare | V  | S  | OTL | SOL | Punti | GF  | GS  | Piazzamento | Play-off                                                |
| --------------- | -------- | ---- | -- | -- | --- | --- | ----- | --- | --- | ----------- | ------------------------------------------------------- |
| San Diego Gulls |          |      |    |    |     |     |       |     |     |             |                                                         |
| 2015-16         | Pacific  | 68   | 39 | 23 | 4   | 2   | 73    | 208 | 200 | 2°          | vince 1º turno (Texas) 3-1 perde 2º turno (Ontario) 1-4 |